# GNU lightning
GNU lightning jest wolną biblioteką do generowania kodu maszynowego w trakcie działania programu. Cechuje się dużą wydajnością i przydatnością w złożonych problemach związanych z generacją kodu, dzięki czemu jest stosowana w kompilatorach JIT. W przeciwieństwie do LLVM czy libJIT, GNU lightning dostarcza wyłącznie niskopoziomowego interfejsu tłumaczącego na język maszynowy konkretnego sprzętu ustandaryzowany, uniwersalny kod asemblerowy RISC luźno bazujący na SPARC oraz architekturze MIPS. Biblioteka nie zajmuje się alokacją rejestrów, zarządzaniem przepływem sterowania, ani optymalizacją.
Obsługiwane back-endy:
- SPARC (32-bitowy)
- x86 (32- i 64-bitowy)
- PowerPC (32-bitowy)

GNU lightning jest wykorzystywany przez MzScheme, GNU Smalltalk, GNU Guile oraz CLISP podczas kompilacji w locie.